# Nairobi-Nationalpark
Der Nairobi-Nationalpark ist Kenias erster Nationalpark und wurde 1946 eröffnet. Der Nationalpark beheimatet etwa 80 Säugetierarten sowie über 500 Vogelarten. Er ist eines der erfolgreichsten Schutzgebiete für Nashörner in Kenia. 
Der Park ist nur etwa 7 km vom Stadtzentrum Nairobis, der Hauptstadt Kenias, entfernt. Die Skyline der Großstadt kann vom Park aus gesehen werden. Nur ein Zaun trennt die Tiere von der Stadt. Diese Nähe verursacht Konflikte mit der einheimischen Bevölkerung, vor allem weil es die Wanderrouten der Huftierherden gefährdet.
Im Jahr 1989 ließ der damalige Präsident Daniel arap Moi im Nairobi-Nationalpark öffentlich Elfenbein im Wert von 760.000 US-Dollar verbrennen, um ein Zeichen gegen Wilderei zu setzen. Noch heute erinnert ein Mahnmal an dieses Ereignis.

## Geographie
Der Nairobi-Nationalpark ist 117 km² groß. Damit ist dieser Park im Verhältnis zu anderen afrikanischen Nationalparks sehr klein. Die Höhe über dem Meeresspiegel bewegt sich zwischen 1533 und 1760 m. Das Klima ist trocken. Der Park ist das einzige Schutzgebiet des Athi-Kapiti Ökosystems. Er beherbergt ein breites Spektrum an Arten. Im Norden, Osten und Westen ist der Park durch einen Elektrozaun abgegrenzt. Im Süden bildet der Mbagathi-Fluss eine natürliche Grenze. Diese offene Grenze ermöglicht die Wanderung großer Huftierherden.

## Pflanzenwelt
Der überwiegende Teil des Parks besteht aus Savannen-Landschaft, d. h. offene Grasflächen mit lichtem Akazienbestand. Im Westen des Parks befindet sich ein Hochland mit ausgedehnten Wäldern aus Oliven- (Olea africana), Muhuhu- (Brachylaena huillensis) sowie Calodendrum-Bäumen (Calodendrum capense) und Croton-Sträuchern (Croton dichogamus). Der Park wird von einigen Tälern mit saisonal wasserführenden Flüssen durchzogen. In den Tälern wachsen Akazien und Euphorbien-Bäume (Euphorbia candelabrum). Im Süden des Parks gibt es auch einen Fluss mit Auwäldern, der dauerhaft Wasser führt. Viele Pflanzenarten, die im Park wachsen, sind nicht nur in der Region von Nairobi eine Seltenheit, wie beispielsweise Euphorbia brevitorta, Drimia calcarata und Murdannia clarkeana.

## Tierwelt
Der Park hat eine große und vielfältige Tierpopulation. Löwen, Leoparden, Geparden, Strauße, Flusspferde, Masai Giraffen, Gazellen, Gnus und Kaffernbüffel leben dort. Für Elefanten ist der Park dagegen zu klein. Der Nairobi-Nationalpark ist ein sehr erfolgreiches Schutzgebiet für Spitzmaulnashörner (Schwarzes Nashorn, Diceros bicornis). Er ist damit einer der ganz wenigen Parks, in denen Spitzmaulnashörner in natürlicher Umgebung anzutreffen sind. 
Die meisten Tiere leben das ganze Jahr über im Park, nur einige Herdentiere wie Zebras und Antilopen kommen lediglich in der Trockenzeit in den Park, wenn viele Wasserstellen außerhalb des Parks ausgetrocknet sind. Aufgrund vieler kleiner Dämme entlang des Mbagathi Flusses hat der Park mehr Wasserreserven als die Regionen außerhalb. Diese künstlich angelegten Dämme haben auch attraktiven Lebensraum für viele Vögel und Wassertiere geschaffen.
Im Park befindet sich auch eine Aufzuchtstation für Elefanten- und Nashorn-Jungtiere (David Sheldrick Wildlife Trust). Kranke oder verwaiste Jungtiere werden hier von Hand aufgezogen. Diese Station wurde bis zu ihrem Tod 2018 von Daphne Sheldrick betrieben und ist für Besucher eine Stunde täglich geöffnet. Daphne Sheldrick galt als „Mutter der Elefanten“ und wurde international als Expertin geschätzt.